# The Pains of Growing
The Pains of Growing (en español, Los Dolores Del Crecer) es el segundo álbum de estudio de la cantautora canadiense Alessia Cara. Def Jam Recordings lo lanzó al mercado el 30 de noviembre de 2018. Las canciones las escribió, en su mayoría, Cara, junto con los productores Pop & Oak. Musicalmente, The Pains of Growing se inspiró en tres años de la vida de la cantante que llevaron a su lanzamiento. Los críticos describieron el sonido del álbum como la «hermana mayor del pop», y alabaron la capacidad de composición de Cara.
El álbum debutó en el número 1 en el iTunes Pop Charts, en menos de 2 horas. Aun así con el éxito de iTunes, semanas después, el álbum logró la posición número 71 del listado estadounidense Billboard 200 y en el número 21 en Canadá. The Pains of Growing recibió el apoyo de tres sencillos. «Growing Pains», lanzado como el sencillo principal del álbum el 15 de junio de 2018, logrando la posición número 65 en el Billboard Hot 100 de Estados Unidos y la posición número 36 en Canadá. «Trust My Lonely» y «Out of Love» fueron lanzados respectivamente como su segundo y tercer sencillo. Cara promocionó The Pains of Growing a través de una serie de apariciones públicas y actuaciones en vivo en televisión.

## Antecedentes y lanzamiento
Según Cara, The Pains of Growing explora «el matiz y la mentalidad de lo que es envejecer en tus años más jóvenes», ya que tenía 21 años durante la escritura y grabación. Agregó que el álbum es «un poco más maduro y un poco más cohesionado. Simplemente se siente más como un álbum completo. Y luego conceptualmente, sé que ya lo mencioné antes, pero son solo experiencias de vida y mucha más transparencia». Steven J. Horowitz, de Billboard, calificó el álbum como «un cuerpo de trabajo más maduro y listo para la radio». Desde diciembre de 2018 hasta enero de 2019, Cara subió videos a su canal de YouTube como parte de una serie llamada «The Making Of: The Pains of Growing», en los videos, reúne una colección de detrás de escena para sus canciones, y les da a los fanáticos una mirada a cómo se combinaron las canciones en breves resúmenes, creó videos para siete canciones de su álbum:«All We Know», «I Don't Want To», «Trust My Lonely», «Wherever I Live», «7 Days», «Not Today» y «Growing Pains».

## Promoción
Cara interpretó por primera vez «Growing Pains» en The Tonight Show Starring Jimmy Fallon el 18 de junio de 2018. El cantante interpretó la mayor parte de The Pains of Growing para una reunión de medios en un estudio de Los Ángeles en junio de 2018. Lanzó «A Little More» como sencillo promocional el 11 de julio, e interpretó  «Growing Pains» en The Late Show con Stephen Colbert ese mismo día, así como en la ceremonia de los iHeartRadio MMVAs de ese año. «Trust My Lonely» se presentó en vivo en los MTV Europe Music Awards 2018 y «Out of Love» se presentó en The Tonight Show Starring Jimmy Fallon. Cara compartió la portada y la lista de canciones en Twitter el 26 de octubre.
El 11 de mayo de 2019, Cara comenzó su «The Pains of Growing Tour», en Ottawa, Ontario. También abrió para la gira de Shawn Mendes durante sus fechas en Estados Unidos y Canadá.

### Sencillos
«Growing Pains», el sencillo principal del álbum, se lanzó el 15 de junio de 2018 y se envió a la hot adult contemporary radio el 25 de junio de 2018. La canción alcanzó el número 36 en Canadá, el número 65 en los Estados Unidos y el número 87 en Australia. El segundo sencillo, «Trust My Lonely», fue lanzado el 5 de octubre de 2018, el cual debutó en el número 6 en el Billboard US Dance Club Songs, entre otros Billboards. «Out of Love» fue lanzado a la contemporary hit radio de Estados Unidos el 29 de enero de 2019, como el tercer sencillo del álbum.

## Recepción

### Crítica
The Pains of Growing recibió críticas generalmente positivas por parte de la crítica especializada, recibiendo una puntuación 75 de 100, por parte de Metacritic. Varios alabando su habilidad y madurez en su escritura, y su crecimiento artístico y personal desde su primer álbum, plantando un buen futuro en la industria para Alessia.

## Lista de canciones
| N.º | Título                    | Productor(es) | Duración |  |
| 1.  | «Growing Pains»           | Pop & Oak     | 3:13     |  |
| 2.  | «Not Today»               | Jon Levine    | 2:36     |  |
| 3.  | «I Don't Want To»         | Alessia Cara  | 2:42     |  |
| 4.  | «7 Days»                  | Pop & Oak     | 3:28     |  |
| 5.  | «Trust My Lonely»         | Pop & Oak     | 3:19     |  |
| 6.  | «Wherever I Live»         | Ricky Reed    | 3:05     |  |
| 7.  | «All We Know»             | Pop & Oak     | 3:23     |  |
| 8.  | «A Little More»           | Cara          | 2:26     |  |
| 9.  | «Comfortable»             | No I.D.       | 4:17     |  |
| 10. | «Nintendo Game»           | ClickNPress   | 2:41     |  |
| 11. | «Out of Love»             | Rick Nowels   | 3:47     |  |
| 12. | «Girl Next Door»          | ClickNPress   | 3:22     |  |
| 13. | «My Kind»                 | Reed          | 3:01     |  |
| 14. | «Easier Said»             | Pop & Oak     | 3:25     |  |
| 15. | «Growing Pains (Reprise)» | Cara          | 0:59     |  |

| Target exclusive bonus tracks & Japanese bonus tracks |                                                                    |          |  |
| N.º                                                   | Título                                                             | Duración |  |
| 16.                                                   | «Growing Pains» (Acoustic)                                         | 3:14     |  |
| 17.                                                   | «Growing Pains» (BRAVVO Remix)                                     | 3:43     |  |
| 18.                                                   | «Growing Pains» (Locals Only Sound Remix) (featuring Curtis Smith) | 3:14     |  |
| 19.                                                   | «Trust My Lonely» (Frank Walker Remix)                             | 3:06     |  |
| 20.                                                   | «Trust My Lonely» (Rain or Shine Remix)                            | 4:35     |  |

| Japanese bonus tracks |                   |             |          |  |
| N.º                   | Título            | Producer(s) | Duración |  |
| 21.                   | «Stay(with Zedd)» | Zedd        | 3:30     |  |

Lista de canciones adaptada de iTunes.

## Posicionamiento en listas
| Listas (2018)                      | Máxima posición |
| ---------------------------------- | --------------- |
| Australian Albums (ARIA)           | 76              |
| Bélgica (Ultratop flamenca)        | 165             |
| Canadá (Billboard Canadian Albums) | 21              |
| Países Bajos (Album Top 100)       | 78              |
| Estados Unidos (Billboard 200)     | 71              |

## Historial de lanzamientos
| Región         | Fecha                   | Formato             | Discográfica | Ref.   |
| -------------- | ----------------------- | ------------------- | ------------ | ------ |
| Australia      | 30 de noviembre de 2018 | CD descarga digital | Def Jam      | [ 29 ] |
| Países Bajos   | 30 de noviembre de 2018 | CD descarga digital | Def Jam      | [ 30 ] |
| Estados Unidos | 30 de noviembre de 2018 | CD descarga digital | Def Jam      | [ 31 ] |